# Hernád (Pest)
Hernád es un pueblo húngaro perteneciente al distrito de Dabas, condado de Pest.

## Superficie
Cuenta con una superficie de 27,06 km².

## Demografía
Hasta 2024 la población era de 4125 habitantes, con una densidad de población de 152,43 hab/km².
| Gráfica de evolución demográfica de Hernád entre 2020 y 2024 |
|                                                              |
| Datos según la Oficina Central de Estadística de Hungría.    |